# La Tour de Druaga
La Tour de Druaga: L'égide d'Uruk (ドルアーガの塔) — et sa suite La Tour de Druaga: l'épée d'Uruk (ドルアーガの塔) — est une série télévisée animée, créée par Gonzo et est une suite d'animation de la franchise : Namco's The Tower of Druaga; qui a commencé comme jeu d'arcade sorti initialement en 1984. Cette série est parmi les premières à être officiellement diffusées sur Internet par Gonzo simultanément en japonais et sous-titrés en anglais sur YouTube, Crunchyroll et BOST TV.

## Intrigue
Cela fait soixante ans que le roi Gilgamesh a défait « la Tour » seul. L'« été d'Anu » est une saison qui vient tous les deux ans, au cours de laquelle les pouvoirs des monstres à l'intérieur de la tour décroissent, grâce à la puissance du grand dieu Anu. Chaque été d'Anu, les armées du royaume d'Uruk envoient leurs bastions dans la Tour et visent la conquête de l'étage supérieur. L'histoire commence avec le troisième été d'Anu. La ville de Meskia est le premier bastion construit sur le premier niveau de la Tour. L'Armée d'Uruk se prépare à sa troisième campagne contre Druaga et d'innombrables aventuriers appelés « grimpeurs » ont été portés à Meskia par des rumeurs parlant d'un trésor légendaire caché au dernier étage de la Tour. Jil, un jeune gardien, veut voyager dans la tour pour gagner la Blue Crystal Rod, le légendaire trésor en question. Néanmoins, au dernier étage se trouve le seigneur Druaga et de nombreux monstres sur le chemin l'attendent.
La deuxième saison, intitulée The Tower of Druaga: The Sword of Uruk, reprend six mois après les événements de la première saison. Druaga est vaincu, les monstres de la tour ont disparu et une période de paix et de prospérité a débuté pour le peuple. Jil et Fatina, après avoir survécu à l'effondrement de la tour, ont tenté d'aller de l'avant tout en continuant à penser à la trahison de Neeba et Kaaya. Durant leur paisible vie, ils découvrent une jeune fille et apprennent que celle-ci se nomme Kai. De plus, il se trouve qu'elle soit la clé pour débloquer un grand secret à l'intérieur de la tour. Fort de cette connaissance, une fois de plus Jil se prépare à grimper la tour.

## Personnages principaux
Jil
Le protagoniste de la série, Jil est un jeune aventurier qui rêve d'atteindre le sommet de la Tour de Druaga. Il a une forte volonté et est déterminé. Il est d'une classe défensive: « Gardien » et utilise un bouclier avec une pointe. Avec son bouclier d'origine, plus tard, il utilise l'une des deux épées utilisées par le roi Gilgamesh. Le nom « Jil » est probablement une référence / un hommage à l'autre nom plus court pour Gilgamesh. En dépit d'être un novice, Jil n'en est pas moins un digne combattant et après l'adhésion au groupe de Kaaya et Ahmey, il a fait de son mieux pour soutenir le groupe durant les combats. Une de ses caractéristiques est qu'il possède un « petit » physique. 
Kaaya
Kaaya est une Oracle qui se spécialise dans les sorts de défense et de guérison. Elle rencontre Jil durant un de ses combats contre un groupe de grimpeurs et étant blessé elle l'emmène chez elle pour le guérir. En tant qu'oracle elle utilise une longue baguette pour ses sorts. Elle est un descendant de Kai, qui a aidé Gilgamesh dans son combat contre Druaga. Jil semble prendre goût à elle, et les deux semblent au fur et à mesure de l'histoire devenir très proches.
Ahmey
Ahmey est une guerrière et la première personne que Kaaya recrute dans son groupe de grimpeur. Elle présente une attitude stoïque et calme la plupart du temps, et semble souvent mal à l'aise quand elle est forcée de prendre la parole. Malgré ses réticences initiales, Ahmey révèle un côté plus féminin face à ses compagnons. Étant la plus expérimentée du groupe, après avoir voyagé le plus loin dans la Tour, elle a tendance à agir comme une sorte de chef de file. Dans le combat, elle utilise une lance.
Melt
Mage d'une famille riche, Melt est endetté et exilé, principalement en raison, apparemment, de ses dépenses effrénées, le seul signe de sa richesse qui reste est vraiment son titre et son serviteur, Coopa. Il prétend vouloir escalader la tour afin d'utiliser la Blue Crystal Rod pour restaurer son statut, s'entourer de femmes, détruire toutes les choses qu'il trouve désagréables et divers autres auto-satisfaction de ses désirs. Dans le combat, Melt utilise des sorts basés sur la foudre en utilisant une variété de tiges, y compris son "jamais utilisé" "rod 0", qu'il utilise finalement dans l'épisode final, et qui semble également être l'une des plus grandes tiges. Il jette des sorts par chants de diverses longueurs, et lance l'attaque par pivotement de la tige comme au golf. Chacune de ses tiges sont numérotés et sont transportés par Coopa qui agit comme un « Caddie ».
Coopa
Elle a une personnalité très enthousiaste. Elle a dix ans. Coopa a peu de rapport direct avec le combat. Le plus souvent, elle utilise ses capacités pour soutenir le groupe en leur préparant des repas nutritifs à partir d'une combinaison de rations et de viande de monstre. Dans et hors combat, Coopa a démontré la force de son énorme stature.

## Musique
Opening
« Swinging » par Muramasa ☆ (The Aegis d'Uruk, épisodes 1.11, l'épisode final n'utilise pas d'ouverture, l'épisode final de The Sword of Uruk utilise cette chanson comme ending)
« Questions? » par Yu Nakamura (The Sword of Uruk, épisodes 1.12) 

Ending
« Tōchōshatachi » (塔頂者たち) Par Kenn (The Aegis d'Uruk, épisodes 1-12) 
« Mahōtsukai desu Kedo » (魔法使いですけど) Par Fumiko Orikasa (The Sword of Uruk, épisodes 1.11, l'épisode final de The Sword of Uruk utilise la chanson « Swinging » comme ending)
Hitoshi Sakimoto est le compositeur de l'OST entendu dans l'anime pour The Aegis d'Uruk.

## Jeu vidéo
La série a été créée pour accompagner la sortie du MMORPG Tower of Druaga recovery of babylim. Le jeu a été localisé en France en 2010.